# Serbie aux Jeux mondiaux de 2017
Cet article contient des informations sur la participation et les résultats de la Serbie aux Jeux mondiaux de 2017 à Wrocław en Pologne.

## Médailles

### Or
| Sport                                | Discipline    | Sportifs            |
| Médaille d'or : 1 (+2 démonstration) |               |                     |
| Escalade                             | Femmes - Bloc | Staša Gejo          |
| Kick-boxing (dem.)                   | Hommes 67 kg  | Slobodan Mijailović |
| Kick-boxing (dem.)                   | Hommes 81 kg  | Aleksandar Menković |

### Argent
| Sport                                    | Discipline     | Sportifs             |
| Médaille d'argent : 0 (+2 démonstration) |                |                      |
| Kick-boxing (dem.)                       | Femmes 65 kg   | Teodora Manić        |
| Kick-boxing (dem.)                       | Hommes 63,5 kg | Aleksandar Konovalov |

### Bronze
| Sport                  | Discipline | Sportifs |
| Médaille de bronze : 0 |            |          |